# Rogienice Piaseczne
Rogienice Piaseczne – wieś w Polsce położona w województwie podlaskim, w powiecie kolneńskim, w gminie Mały Płock.
| SIMC    | Nazwa    | Rodzaj    |
| ------- | -------- | --------- |
| 0401437 | Przeczki | część wsi |

Wierni kościoła rzymskokatolickiego należą do parafii Znalezienia Krzyża Świętego w Małym Płocku.

## Historia
Wieś szlachecka położona była w drugiej połowie XVI wieku w powiecie kolneńskim ziemi łomżyńskiej. W latach 1921–1939 wieś leżała w województwie białostockim, w powiecie kolneńskim (od 1932 w powiecie łomżyńskim), w gminie Rogienice.
Według Powszechnego Spisu Ludności z 1921 roku wieś zamieszkiwało 125 osób, 118 było wyznania rzymskokatolickiego a 7 mojżeszowego. Jednocześnie wszyscy mieszkańcy zadeklarowali polską przynależność narodową. Było tu 19 budynków mieszkalnych. Miejscowość należała do parafii rzymskokatolickiej w m. Małym Płocku. Podlegała pod Sąd Grodzki w Stawiskach i Okręgowy w Łomży; właściwy urząd pocztowy mieścił się w m. Mały Płock.